# Szatan (film 1991)
Szatan (ros. Сатана, Satana) – radziecki thriller psychologiczny z 1991 roku w reżyserii Wiktora Aristowa.

## Obsada
- Marija Awerbach
- Swietłana Bragarnik
- Siergiej Kuprijanow

## Produkcja
Zdjęcia kręcono w Rostowie nad Donem.

## Nagrody
- 41. MFF w Berlinie
  - wygrana Srebrny Niedźwiedź – Nagroda Grand Prix Jury (Wiktor Aristow)
  - nominacja do Złotego Niedźwiedzia – udział w konkursie głównym (Wiktor Aristow)